# Pachyserica cipingensis
Pachyserica cipingensis är en skalbaggsart som beskrevs av Ahrens 2006. Pachyserica cipingensis ingår i släktet Pachyserica och familjen Melolonthidae. Inga underarter finns listade i Catalogue of Life.